# Proces Krolla
Proces Krolla – pirometalurgiczny proces otrzymywania metalicznego tytanu. Został wstępnie opracowany przez Williama Krolla w 1940 roku w Luksemburgu. Po przeniesieniu się do Stanów Zjednoczonych, Kroll rozwinął proces w 1945 roku o ekstrakcję cyrkonu. Proces Krolla zastąpił w przemyśle proces Huntera – obecnie prawie cały tytan jest otrzymywany w procesie Krolla.

## Proces
Oczyszczony rutyl (lub ilmenit) z rudy jest redukowany naftą oraz koksem w reaktorze fluidyzacyjnym w temperaturze 1000 °C. Następnie mieszany jest z gazowym chlorem – powstaje chlorek tytanu(IV) (TiCl
4) oraz inne chlorki (zanieczyszczenia), które są usuwane przez destylację frakcyjną. Potem, w retorcie ze stali nierdzewnej TiCl
4 redukuje się magnezem (stosuje się 15–20% nadmiar reduktora). Reakcja przebiega następująco w temperaturze 800–850 °C:
2Mg
(c) + TiCl
4
(g) → 2MgCl
2
(c) + Ti
(s)
Problem stanowi uboczna reakcja redukcji tetrachlorku tytanu do jego niższych chlorków TiCl
2 i TiCl
3. Chlorek magnezu (MgCl
2) można ponownie zredukować do czystego magnezu. Otrzymana w procesie metaliczna gąbka tytanu może być oczyszczana przez ługowanie lub destylowana w próżni. Gąbka jest poddawana obróbce mechanicznej, a potem stapiana w próżniowym piecu łukowym. Odlane sztabki tytanowe krystalizują w próżni aby nie dopuścić do utlenienia. Otrzymany tytan jest około sześć razy droższy niż stal nierdzewna.